# A szíriai polgárháború lefolyása (2011. május–augusztus)
Ez az oldal a szíriai polgárháború lefolyását mutatja be 2011. májustól augusztusig, többek között azt is, hogyan eszkalálódott az összecsapás több szíriai városban.

## 2011. május

### Május 1–2.
Az egyre gyarapodó letartóztatások valamint a darai és damaszkuszi támadások ellenére a szíriai tüntetők egyre magabiztosabbak lettek. Protesters throughout Syria remained defiant despite intensifying arrests and attacks in Daraa and Douma.
A Szíriai Hadsereg Darában továbbra is tankokkal lőtte a lakóházakat. Miközben dara katonai ostroma tovább folyt, a hírek szerint Aszad biztonsági emberei Tel Kalakh városban 40 embert megöltek. Május 2-ig 4000 ember lépte át a libanoni határt.

### Május 4.
Folytatódott Dara halálos katonai ostroma. Damaszkuszban egyre több embert tartóztattak le, péntekre pedig az ima utánra egy nagyobb tüntetésre számítottak.

### Május 5. – Homsz ostroma
A BBC szerint március 15. óta 500 szíriait megöltek, további 2500-at pedig bebörtönöztek. A tervezett letörés jegyében ezen a napon több tucatnyi tankot küldtek Homszhoz. A Szíriai Hadsereg megszállta Damaszkusz több kerületét, melyek között ott volt Saqba is. Damaszkuszban a kormány 300 embert letartóztatott.
A Szíriai Hadsereg kivonult Darából. A nap végére a katonák felkészültek Banijasz bevételére.
Körülbelül 100 tank és csapatszállító indult meg Rasztan felé, miután a tüntetők ledöntötték a volt szíriai elnök Háfez el-Aszad szobrát a városban, miközben egyre inkább fellángolt a felkelői tűz, annak ellenére, hogy Bassár el-Aszad kormánya tisztogatásszerű letartóztatásokba kezdett.

### Május 6. – „A Kihívás Péntekje”
Május 6-án, a pénteki déli ima után demonstrálók gyűltek össze Szíria legnagyobb városaiban, hogy fellépjenek a kormány ellen. A tüntetések főbb helyszínei Damaszkusz kerületei, Homsz, Hamá, Banijasz voltak és a Szíriai Kurdisztán területei. Videó- és hangfelvételek szerint a tüntetések kezdete után a rendőrség egy órán belül halálos erővel válaszolt. Homszban egy katonai ellenőrző pont elleni támadásban a Szíriai Hadsereg 11 tagját állítólag megölte egy fegyveres csoport. Csak Homszból legalább 3 halottról és 20 sebesültről érkeztek hírek, Homszban és Hamában összesen 16 embert öltek meg, valamint a hírek szerint a szíriai titkosrendőrség letartóztatásába került két ellenzéki vezető, Mouaz al-Khatib és Riad Seif. Damaszkuszban és a környező városokban a hírek szerint több tízezren felvonultak, akik közül 7000 ember temetkezési fátylat öltött, és olívaágakat valamint Banijaszban gyűjtött virágokat vittek. Eközben az arab nyelvű Al Jazeera néhány perces élő helyszíni tudósítása szerint szerint azt kiabálták: „békésen találkozzunk a hadsereggel.”Dara környékén is több ezren részt vettek egy tüntetéses felvonuláson, de mivel a biztonsági erők ostrom alatt tartották a települést, így nem engedték be azokat, akik a bent lakóknak ellátmányt vittek volna.
A „Kihívás Napja” után az, Amnesty International azt közölte, hogy Razan Zaitouneh, Wa’el Hammada, Haitham al-Maleh, Hind al-Labwani, Omar al-Labwani, Jwan Yousef Khorshid, Walid al-Bunni és Suheir al-Atassi aktivisták kénytelenek voltak elbújni.

### Május 7. – Banijasz ostroma
A Szíriai Hadsereg nekiállt Banijasz ostromának, mikor május 7-én legalább 6 polgári lakos meghalt, akik közül négyen nők voltak.

### Május 8. – "Tafas ostroma"
Homszban a kormány akciójában kormányellenes aktivisták szerint egy 12 éves fiú meghalt, egy 10 éves fiút pedig letartóztattak. A Szíriai Hadsereg a Dara melletti Tafas területét megostromolta, és ott legalább 250 embert letartóztatott.

### Május 9.
Banijasz, Tafas ls Homsz területén a hadsereg folytatta a házról házra való átkutatást. Eközben Damaszkuszban is folyamatosak voltak a letartóztatások. Itt többen fegyvertüzet is hallottak.
Az Európai Unió fegyverembargót és más intézkedéseket foganatosított Szíriával szemben, de Aszad elnököt ezek az intézkedések nem érintették.

### Május 10.
A Szíriai Hadsereg felkészült Hamá ostromára, miközben Homsz, Banijasz, Tafas, Homsz és Damsaszkusz ostroma tovább folytatódott. Az Európai Unió a kormány 13 tagja ellen is büntető intézkedéseket fogadott el, akik között ott volt Maher el-Aszad, Bassár testvére, a biztonsági dandár vezetője. Mivel Szíria elnyomja a tüntetőket, Kuvait veszi át az ország helyét az ENSZ Emberi Jogi Bizottságában.

### Május 11.
Mivel fokozódott a helyzet Homsz ostrománál, most már tankokat is bevetettek, melyek elkezdték lőni az épületeket, ahol legalább 5 ember meghalt. Pan Gimun, az ENSZ főtitkára követelte, hogy Darát nyissák meg az ENSZ előtt.

### Május 12.
Aleppóban sok tüntető diákot letartóztattak. Homsz, Banijasz és Tafas ostroma folytatódott. Hamá felé tankokat indítottak meg. Dael, Jassem, és Al-Harah szintén a hadsereg és tankjai ostroma alatt állt.

### Május 13. – "A Szabad Nők Péntekje"
Bassár el-Aszad az előrelátható pénteki tüntetések előtt elrendelte, hogy a hadsereg ne lőjön a tüntetőkre. A biztonsági erők Szíria minden részén ellenőrző pontokat és útblokádokat alakítottak ki. A tüntetések Hamában, Homszban és Kamisliben indultak meg. A kurdok lakta északkeleten több kurd városban is tüntettek. Több ezren vonultak fel Darában, ahol a biztonsági erők figyelmeztető lövéseket adtak le. Több ezren vonultak fel Damaszkuszban is, ahol a megszokotthoz képest hatalmas volt a rendőri jelenlét, főleg Midan kerületében, ahol több ezer alkalmazottat küldtek ki, nehogy az ottaniak átmehessenek Damaszkusz más kerületeibe. Az emberek Banijaszban és Latakiában is próbáltak tüntetni, de itt éles lőszerrel lőttek rájuk.
Homszban 3, Damszkuszban 2, Darában 1 embert lőttek meg és öltek meg a biztonságiak. A megemelkedett rendőri és biztonsági szolgálatos jelenlét valamint az egyre fokozódó letörési kísérlet ellenére Damaszkuszban egyre növekedett a tüntetési kedv.

### Május 14. – Tallkalah ostroma
A kormány továbbra is meggátolta, hogy élelmiszer jusson Darába, hogy az embereket kiéheztesse, és így vessen véget a tüntetéseknek. A hadsereg támadást indított Tallkalahnál, négy embert megöltek, és a támadás miatt több százan menekültek el Libanonba. Több városban tüntetések kezdődtek, így többek között Darában is. Damaszkusz külvárosaiban a megölt tüntetőket eltemették. Az északon tüntető kurdok arra szólították fel Szíriában és azon kívül is a tüntető ellenzékieket, hogy hozzanak létre egy közös pártot, mely átalakíthatná Szíriát a jelenlegi diktatúrából demokráciává.

### Május 15. – izraeli határtüntetések
Az izraeli haderő éles tüzében 23 szíriai tüntető meghalt, 350 pedig megsebesült.

### Május 16.
Folytatódtak a Szíriai Hadsereg ostromai az ország több területén, melyek közül a fókusz Tallkalahban volt. Itt 7 civilt a hadsereg orvlövészei megöltek, mikor megpróbáltak átszökni Libanonba. Eddig 5000 ember kelt át ezen a határon. A nemzetközi média hírei szerint Damaszkusz külvárosában földművesek tömegsírokra bukkantak, melyekben legalább 20 holttest feküdt. Ennek hatására a biztonsági erők kijárási tilalmat rendeltek el a csökönyös városban.

### Május 17.
A Homszi Katonai Erők parancsnokát és négy kollégáját Tallkalahban fegyveresek megölték. Mióta a Szíriai Hadsereg ostrom alá vette a várost, 27 polgári lakos halt meg. A legyilkolt tüntetők temetésén előző nap Damaszkuszban több ezren vettek részt. Aleppóban egyetemista hallgatók próbáltak tüntetni, de a nagy biztonságis jelenlétnek köszönhetően gyorsan szétkergették őket. Aktivisták szerdától kezdődően általános sztrájkot sürgettek Szíriában. Szunnita menekültek beszámolói szerint vallási összetűzés alakult ki Tallkalahban, mikor az alavita félkatonai erők összecsaptak a szunnita lakosokkal.

### Május 19.
Az általános sztrájk nem nagyon érintette magát Damaszkuszt, amit sokan a félelem számlájára írnak. A többi városban jelentősebb mértékű általános sztrájkot tartottak. Az USA hat magas rangú kormányzati tisztviselő ellen hirdetett szankciókat, akik között ott volt Bassár el-Aszad is. Mivel a tüntetők megfogadták, hogy a tüntetésük tovább tart, folyamatosan lőtték őket, és folyamatosak voltak a letartóztatások is, Tallkalahot pedig továbbra is ki akarták éheztetni az ostromlással.

### Május 20. – A Szabadság Péntekje
Szíriában 23 embert megöltek, köztük két fiút. A legtöbben Homszban estek el. Első alkalommal asszír keresztények is beálltak a tüntetők közé, akik közül többjüket letartóztattak. A tüntetők felgyújtották a Baasz Párt Abu Kamál-i központját. Dmaszkusz Berze részében négy tüntetőt megöltek, amit a biztonsági erők lezártak, majd elvágták az elektromos hálózattól. A 23 halálos áldozat közül 8-cal Hamában, másik 9-cel pedig Kafr Nabl területén végeztek. Kamisliben a kurdok nagy megmozdulást szerveztek. Több ezer fős tüntetések voltak a következő városokban is: Hamá, Homsz, Sanamin, Hassake, Amouda, Ras al-Ain, Tel, Baniyas, és Latakia.

### Május 21.
A halottak száma péntekről szombatra 76-ra növekedett. Homszban a biztonsági szervek egy temetési menetbe lőttek, ahol 22 gyászolót megöltek. Egy közzétett videón állítólag az látszik, hogy a szíriai katonák tüntetők holttesteit gyűjtik össze és meggyalázzák azokat.

### Május 24.
Emberi jogi szervezetek szerint a polgári áldozatok száma elérte az 1100-at. Megerősítették, hogy azokat a katonákat, akik visszautasították a polgári tüntetőkre való lövést, valóban kivégezte a Szíriai Hadsereg. A jelentések szerint a hónap végére több felkelői csoport is találkozót szervezett Törökországba. Ennek a célja egy átmenei tanács megválasztása, az országoin belüli tüntetők összekapcsolása lenne, a nemzetközi közösségek pedig meg akarják mutatni, mi lenne Aszad valódi alternatívája.

### Május 25.
Hamza Ali Al-Khateeb megkínzott élettelen testét visszaküldték a családjának. A testét három lövés érte, nemi szerveit eltávolították, és az egész testén zúzódások voltak. Hamza 13 éves szíriai fiú volt, szüleivel együtt Dara kormányzóság Al-Jiza falujában lakott. Családjával együtt csatlakozott egy menethez, hogy megtörjék Dara ostromát. Siada területén több száz szíriait őrizetbe vettek, köztük őt is. Itt több száz darait válogatás nélkül öltek meg a szíriai katonák. A hullaszemle szerint azután lőtték le, miután már levágták a nemi szervét. A szíriai orvosi vizsgálat szervezet vezetője, dr. Akram El-Shaar visszautasította, hogy Hamza kínzáson ment volna keresztül. Szerinte csak a rothadás miatt csúfult el a fiú teste.

### Május 26.
Május 26-án a Háárec arról számolt be, hogy a tüntetők kitörtek Abu Kamál keleti város ostromából, ahol a tüntetők mind Aszad, mind a Hezbollah vezetője, Hassan Nasrallah képeit elégették. Utóbbi a hét korábbi részében egy Aszadot támogató beszédet tartott. A hírek szerint a biztonsági erők kivonultak az iraki határon fekvő városból. A libanoni határnál fekvő Zabadani városában további öt tüntető sebesült meg, miután a biztonsági erők a tüntetőkre lőttek. A hírek szerint Rasztan városában 30.000 tüntető gyűlt össze, akik Aszad-ellenes jelszavakat skandáltak. A tüntetők péntekre még nagyobb tüntetést szerveztek, amivel az ellen akartak tüntetni, hogy a hadsereget a szíriai polgárok érdekei ellen, és nem azok támogatására vetik be.

### Május 27. – „A Haza Védelmezőinek Péntekje
| Kattints az alábbi külső linkek egyikére! | Kattints az alábbi külső linkek egyikére!                                                                         |
| ----------------------------------------- | --- |
| Nem található szabad kép.(?)              | |
| külső link · jogvédett                    | [Több ezer tüntető a szíriai Hamában 2011. május 27. YouTube Több ezer tüntető a szíriai Hamában 2011. május 27.] |

Több ezer tüntető gyűlt össze ezen a „Haza Védelmezőinek Péntekjén”(arabul: جمعة حماة الديار) az ország minden részén. Összesen 7 tüntető halt meg. A tüntetések helyszínei között ott volt Banijasz, Berze, Qatana, Dajr ez-Zaur, Zabadani, Dael, Daraa, Ablu Kamal és Homsz. Hamában több tízezren tüntettek.

### Május 28. – „Rasztan és Talbísze ostroma”
Május 28-án a hadsereg benyomult Rasztan és Talbisze városaiba. Az ellenzék szerint a katonák gépfegyverekből és tankokból lőtték őket, mikor behatoltak Talibiszébe és házról házra haladva tartóztattak le embereket. A hadművelet előtt a hatóságok elvágták a terület telefonos összeköttetését, a két városba vezető utakat pedig a biztonsági erők és a katonák lezárták.
Aznap a Youtube-on egy olyan felvétel jelent meg, mely szerint Darában milyen tüntetések voltak, ahol a tüntetők a 13 évesen meghalt Hamza Ali Al-Khateeb fényképeit vitték magukkal, akit az ellenzékiek szerint megkínoztak és megöltek. A Human Rights Watch – aki felkérte a kormányt az eset kivizsgálására – azt állította, hogy az egyik szíriai kutatójuk beszélt a családdal, akik elmondták, hogy fiúkat egy április 29-i tüntetésen vették őrizetbe. Egy hónappal később visszaküldték a holttestét a családnak, hogy eltemethesse. A test szitává volt lőve, térdkalácsa, állkapcsa és térde el volt törve, nemi szerveit pedig eltávolították. Több médiaforrás is rámutatott, hogy a körülötte kinőtt Facebook- és Twitter-oldalakon megjelenő, aktivistáktól származó, a fiú sorsáról szóló posztok felüdítették a tüntetők felhívásait, és „galvanizálhatja az ország gyengülő tüntetői mozgalmait, ahogy azt Khaled Saeed halála tette Egyiptomban." Jelentős tüntetések törtek ki Hamában, Darayya belvárosában és első alkalommal Aleppóban, ahol több ezren skandálták Hamza nevét. Az egyik, az állami al-Dunya televízióhoz meghívott orvos szerint a sérülések nem hozhatók összefüggésbe semmilyen kínzással, azok hamisak. Miközben a szíriai kormány nem ad hozzáférést a külföldi médiának, hogy megerősítsék vagy megcáfolják mi történt, a fiú halálának története gyorsan és messze eljutott, és több olyan embert is arra inspirált, hogy részt vegyenek a tüntetéseken, akik eddig elzárkóztak ettől.

### Május 30.
Május 30-án a szíriai biztonsági erők állítólag öt embert megöltek, akik között ott volt eg fiatal lány is. Dara és Homsz kormányzóságok városaiban az eddigi legintenzívebb tüntetésekre került sor. Erre válaszul a szíriai hadsereg támadásokat indított, és több, elsősorban Homsz melletti falvakat és városokat ostromlott meg Dara s Hamá kormányzóságokban.

### Május 31.
A média hírei szerint Rasztan és Talbisze felfegyverzett lakosai védvonalakat emeltek a városok köré, így a Szíriai Hadsereg nem tudott ezekbe bejutni. A hírek szerint a hadsereg mindkét városnál tüzérséget vetett be.

## 2011. június

### Június 2.
Szemtanuk szerint június 2-án a szíriai haderő sok épületet lerombolt a felkelők egyik központjának számító Rasztanban. Emberi jogi szervezetek szerint a Rasztanban és környékén a megtorlások kezdete óta meghaltak száma legalább 41, akik között volt 2 fiatal lány is. A Human Rights Watch egy nyilatkozatot adott ki, mely szerint „A szíriai rezsim szisztematikusan bántalmazza a tüntetőket, amit emberiesség elleni bűntettnek is lehet tekinteni, és amiért az ENSZ-nek felelősségre kellene vonnia a kormányt.” Human Rights Watch makes these assertions in a report titled "'We've Never Seen Such Horror': Crimes against Humanity in Daraa".

### Június 3. – „A Gyermekek Péntekje”
Ezen „A Gyermekek Péntekjének” nevezett napon a Darán kívüli eddigi legnagyobb tüntetést tartották Hamában, ahol nagyjából 50.000 ember vett részt. Országszerte mindenfelé voltak tüntetések, többek között Damaszkusz külvárosaiban és Darában is. A szíriai kormány az ország legnagyobb részén lekapcsolta az internetet, amivel annak 2/3-át kiszűrte.
Csak Hamában 64 embert megöltek a biztonságiak. Az amerikai külügyminiszter, Hillary Clinton egyik nyilatkozata szerint Aszad arra játszik, hogy elveszítse a legitimációját.

### Június 4.
Hamában és más városokban tömeges temetéseket tartottak. A pénteki tüntetések halálos áldozatainak a száma 72-re emelkedett. Hamába tanokat küldtek, ezzel előkészítették a város következő ostromát.
A szíriai kormány állítólag elkezdett helikopterből tüzelni a tüntetőkre, amivel legalább 10 embert megöltek Rasztanban.

### Június 5.
A vitatott hovatartozású Golán-fennsíkon az izraeli biztonsági szervezetek 13 szíriai tüntetőt megöltek.

### Június 6.
A szíriai állami televízió híradása alapján 120 katonát megöltek Dzsiszr esz-Szugórban, mikor – ahogy ők fogalmaztak – „fegyveres banda” rajtaütésszerű támadást hajtott végre.

### Június 10. – "Törzsi Péntek" és "Dzsiszr esz-Szugúr ostroma"
Június 10-én a Szíriai Hadsereg katonai hadműveletet indított Maarat al-Numan és Dzsiszr esz-Szugúr ellen, a Törökországgal közös nemzetközi határ közelében. Eközben a hírek szerint csapatokat, tankokat, tüzérségi felszerelést és még támadó helikoptereket is szállítottak a területre. Idlib kormányzóságban több ezren elhagyták városaikat, és az Egyesült Nemzetek Szervezete valamint Ankara becslése szerint 2000 ember menekült át Törökországba. Idlibi kormányellenes aktivisták szerint 23 szíriait megöltek, sokan közülük a Maarat al-Numan elleni helikopteres és tüzérségi támadások következtében. A támadásra arra válaszul került sor, hogy előző nap állítólag több tisztviselővel is végeztek. Az északnyugati összetűzéseken felül Aleppóban, Latakiában, és Damaszkuszban is felvonultak a demonstrálók. Aleppóban 50 tüntető aktivista diákot tartóztattak le. Aktivisták szerint Latakiában kilenc tüntetőt lelőttek, Damaszkuszban legalább négy tüntetőt megöltek, valamint legalább két másik emberrel végeztek az ország más helyszínein. A kormány szerint egy rendőrt megöltek Damaszkuszban, de a tüntetők azt mondták, ők végig békések voltak, és nem okoztak sérülést egyetlen biztonsági személynek sem. Nagy-Britannia és Franciaország olyan határozattervezetet akart benyújtani az ENSZ BT elé, mely elítélte a szíriai kormány rajtaütéseit. Recep Tayyip Erdoğan török miniszterelnök elítélte, hogy leszámoltak a szíriai tüntetőkkel, és azt mondta, a Szíriai Hadsereg atrocitásokat követett el.
A hírek szerint a 15 éves Tamer al-Sharey lehetett a második gyermek, akit a szíriai rendőrség emberei megkínoztak és megöltek. Tamer al-Shareyt állítólag egy rendőr elrabolta, megkínozta, majd megölte. A módszer hasonló volt, mint amit a 13 éves Hamza al-Khateeb esetében alkalmaztak. Egy videófelvételen állítólag a megölt 15 éves fiú teste látható.

### Június 13.
Június 13-ra a felfegyverzett helikopterekkel és tanokkal betörtek a majdnem teljesen kiürült esz-Szugúrba. Sok lakos elhagyta a várost, többen közülük Törökországba menekültek. A szíriai hadsereg állítólag pár olyan katonával került harcba, akik korábban tőlük disszidáltak. Keresték azokat az embereket, akik a nemzetközi sajtónak nyilatkoztak, valamint házról házra járva mindent átvizsgáltak. Több szemtanú szerint az utcán lőttek le több civilt, köztük egy 16 éves fiút. Több szemtanú is arról számolt be, hogy a városba bevonult katonák között sok iráni volt, de az iráni kormány hivatalosan tagadta, hogy akármilyen katonai segítséget is nyújtana ahhoz, hogy Szíria leverje a felkelést. Állítólag kivégezték azokat a katonákat, akik megtagadták, hogy civilekre lőjenek, vagy pedig csak a levegőbe lőttek.

### Június 14.
Dzsiszr esz-Szugúr biztonsága nagyban meggyengült, a szíriai kormány pedig úgy döntött, hogy kitágítja az ostromlott területet, és beveszi az északi Maraat al-Numaan városát is.
A Szíriai Hadsereg katonákat küldött Arihába, és ott hat polgárt megölt. Deir Ezzorban is meghalt hat polgár, amikor a biztonságiak az ottani tüntetőket vették tűz alá. A hadsereget beküldték Abu Kamálba is.
Egy Darában rekedt újságíró arról számolt be, hogy a hadsereg majdnem az egész várost lezárta, és semmilyen ellátmányt nem enged be. Így Darának az éhséggel kell szembe néznie. 5000 ember van a helyi stadionban, amit most fogdaként üzemeltetnek.
Első ízben ezen a napon ítélte el az Arab Liga Szíiának a beavatkozását s a tüntetők elnyomását.

### Június 16.
Miközben tovább folytak a tüntetések valamint Dajr ez-Zaur, Dzsiszr esz-Szugúr és Dara ostroma, a szíriai hadsereg az iraki határ menti al-Boukamal, Hán Sejkún és Maraat al-Numaan indított ostromot.Az utóbbi város polgári lakosságának nagy része elhagyta otthonát.
Rami Maklouf, Szíria leggazdagabb üzletembere és a Syriatel tulajdonosa hivatalosan lemondott, hogy „ezután csak jótékonysági munkát végez”, és felhagy az üzleti élettel. Maklouf közel állt Aszad elnökhöz.
Pan Gimun, az ENSZ főtitkára elítélte a véres leszámolást.
A szíriai ellenzék több tüntetést is szervezett péntekre, aminek a „Saleh al-Ali Péntekje” nevet tervezték. Saleh al-Ali neves szíriai alavita volt, aki a szíriai felkelőket vezette a Francia Mandátum ellen a XX. század elején. A tüntetők abban reménykedtek, hogy sikerül alavita támogatókat is a tüntetés mellé állítani.

### Június 17. – "Saleh al-Ali Pntekje"
A tüntetők ismét azt mondták, hogy ez volt az eddigi legnagyobb tüntetés. Az aktivisták szerint országszerte 19 embert öltek meg a biztonsági erők tagjai. A halottak között volt a tüntetés első aleppói halottja is. Több tízezren tüntettek Darában, Dajr ez-Zaurban, Homszban, Hamában és Kiswa városában, valamint több más helyen is. A libanoni Triploiban az ottani, Szíria ellen tartott tüntetésen két ember meghalt, amikor összetűzések alakultak ki a szunniták és az alaviták között. Dzsiszr esz-Szugúrban összesen 2000 embert tartóztattak le, és mintegy 130 embert öltek meg a hírek szerint.
Rami Abdel Rahman, a londoni székhelyű SOHR vezetője azt mondta, miután a biztonságiak tüzet nyitottak Homszban egy 5000 fős tömegre, öt embert megöltek. Az állami SANA hírügynökség azt mondta, Homszban a tűzharcban a biztonsági erők egyik tagját megölték, további 30-at pedig megsebesítettek.
Abdel Rahman Banijaszból is közölt adatokat, ahol „intenzív tüzet nyitottak, hogy feloszlassák a demonstrációt” Suweida területén pedig több száz tüntetőt oszlatott fel a szíriai katonaság által a helyszínre vezényelt csoport. Hozzátette, hogy Dara kormányzóság és Jableh területén is voltak kormányellenes megmozdulások, Harasztábn és Deir Ezzor belsejében is két-két embert öltek meg. A SANA szerint több városban is voltak menetek, valamint a biztonsági erők hat tagját megsebesítették, mikor fegyveresek megtámadtak egy utánpótlási csoportot Deir Ezzorban.
Más, az Agence France Presse nicosiai képviselőjét elérő aktivisták szerint Dara kormányzóág Dael városában a tüntetéseken két embert megöltek, eggyel pedig Dúmában végeztek. Szemtanúk arról is beszámoltak az AFP-bek, hogy egy fegyveres megölt egy rendőrt, négy továbbit pedig megsebesített, miután megtámadta Rikn al-Deen rendőrőrsét. Egy másik összetűzésben Damaszkusz Ábún kerületében tűzharcban három rendőr sebesült meg.
Szemtanúk szerint összecsapások voltak Latakiában és Maaret al-Noomanban is, valamint 4000 ember tüntetett Kamisliben és 3000 Amuda belsejében. Abdullah al-Khalil aktivista szerint 2500 ember tüntetett Rakkában, ahol a biztonságiak nem avatkoztak közbe.

### Június 18.
A Szíriai Hadsereg letarolta a török határtól két kilométerre lévő Bdama városát, megszerezte a terület feletti ellenőrzést, és több tucatnyi embert letartóztatott. Menekültek szerint a rendőrök válogatás nélkül lőttek a városban élő, az utcára kimerészkedőm, háttérben megbúvó civilekre is. Az Idlib kormányzóságban és Szíria más részein is használt halálos erőt bevető elnyomásra válaszul tüntetők egész éjszaka az utcán maradtak Madaya, Homsz, Hamá, Latakia területén és Damaszkusz több kerületében is, és nem foglalkoztak az érvényben lévő kijárási tilalommal.

### Június 19.
Az ellenzéki erők létrehoztak egy „Nemzeti Tanácsot”, hogy Jamil Saib, a szóvivőjük egy a török határ mentén tett nyilatkozata szerint „vezesse a Szíriai forradalmat, egybe fogja a résztvevőket és a jelentős politikai erőket, Szírián belül és azon kívül is.”
A szíriai biztonsági erők nem engedték, hogy a menekültek Törökországba jussanak, és azokra is lőttek, akik számukra utánpótlásokat akartak szállítani. Aktivisták szerint több ezer embernek nem engedik, hogy elhagyják Szíriát.

### Június 20.
Egy egész órás déli üzenetében Aszad elnök a „vandálokat”, a „radikális és istenkáromló egyéneket” és „külföldi összejátszókat” vádolt a felkelés miatt, de hozzátette, hogy a tüntetők néhány követelésének volt alapja. Azt mondta, a kormány elkötelezett a „reformok” folytatása iránt, és azt tervezte, találkozik a „bizottságokkal”, hogy megbeszéljék az új alkotmány megszövegezésének kérdéseit, és újabb jogosultságokat adott ki. Konkrét határidőt azonban nem adott meg, és nem nevezett meg semmilyen ellenzéki csoportosulást vagy vezetőt, akinek a segítségére számítana. Aszad ezen felül amnesztiát ajánlott azoknak a békés tüntetőknek, de figyelmeztetett arra, hogy a hadsereg folytatja a „terroristák” levadászását. Ezt a terrorista fogalmat használta azelőtt is, hogy azokról a kormányellenes egyénekről beszélt volna, akik szerinte erőszakosan viselkedtek. A beszédében Aszad jelezte, hogy a kormány több mint 64.000 embert vádol „lázadással” vagy „terrorizmussal”. Aszad hozzátette, hogy már augusztusban új parlamenti választásokat tarthatnak, és jobban nem részletezett reformokat léptethetnek életbe szeptember végéig.
Az Al Jazeera jelentése szerint az Észak-Szíriából Törökországba a katonai elnyomás miatt elmenekültek között tüntetés alakult ki Aszad ellen, ahol az érintettek levezethették az elnök beszédének meghallgatása után keletkezett belső feszültséget.
A beszéd után tüntetők gyűltek össze Damaszkusz külvárosaiban, Latakiában, Banijaszban, Aleppóban, Darában, Homszban, Hamában és több más városban, hogy tüntessenek a kormány ellen. Aktivisták tagadták, hogy Aszad komolyan reformokat akarna, szerintük „gyilkosokkal nincs tárgyalás.”
A török kormány küldöttet menesztett Damaszkuszba, aki azt az üzenetet adta át a kormánynak, hogy Maher el-Aszadot le kell váltani, akit a küldött Szíria „legnagyobb orvgyilkosának” nevezett.

### Június 21.
A szíriai kormány a Baasz Párt tagjait arra ösztönözte, hogy Aszad melletti megmozdulásokat szervezzenek, ezeket juttassák el Szíria minél több városába, és fektessenek nagy hangsúlyt arra a Damaszkuszra, melynek helyi tereit több tízezren lepik el. A szíriai ellenzék néhány ellentüntetést tartott, melyet a biztonsági erők megtámadtak, amiben Hamában és Homszban hét kormányellenes tüntető meghalt.

### Június 22.
Egy nagyobb kormányellenes tüntetéstől tartva a rendőrség razziát tartott az Aleppói Egyetemen, és több tucatnyi embert letartóztatott. A biztonsági erők megpróbálták lekorlátozni az ellátások utánpótlását valamint az emberek Aleppót érintő áramlását, mikor útblokádokat telepítettek a várost érintő főutakra. Az ellenzék visszautasította Aszad amnesztiaígéretét. Felkelés tört ki észak-szíriai börtönökben is, mikor a kormány a politikai elítéltek helyett a köztörvényeseket engedte szabadon.

### Június 23.
A szíriai ellenzék minél több embert akart összegyűjteni a péntekre tervezett, „Az Elvesztett Legitimáció Péntekje” nevű rendezvényre.

### Június 24. – "Az Elvesztett Legitimáció Péntekje"
Az eddigi egyik legnagyobb tömeg gyűlt össze Szíriában a pénteki ima után. Ez volt az első alkalom, hogy az emberek Damaszkusz belsejében is elkezdtek tüntetni, ahol rögtön kikergették őket a helyi mecsetből, miközben 6 embert megöltek. További 9 tüntetővel végeztek Szíria egyéb részein, így összesen 15 ember halt meg. Aktivisták szerint azonban a halottak száma akár a húszat is elérhette. A legnagyobb tüntetésre Hamában került sor, ahol mintegy 200.000 ember gyűlt össze. Nagyjából 15.000 ember gyűlt össze a Damaszkuszt Aleppóval összekötő útvonalon. Zabadaniban, Damaszkusz egy másik kerületében most először volt nagyobb tömegű tüntetés. Ezen kívül többek között a következő városokban szerveztek megmozdulásokat: Homsz, Dara, Latakia, Kamisli Amouda, Al-Kisweh, Al-Quasyr. A szíriai kormány útzárakat és táborokat állított fel Aleppó közelében, mivel attól tartottak, hogy sok ember kezd elmenekülni. Az Európai Unió kibővítette a Szíria elleni szankcióit.

### Június 25.
A pénteki tüntetés halálos áldozatainak száma 18-ra emelkedett. A szíriai hadsereg behatolt Szíria távoli, északi falvaiba is, ahonnét érkezésük előtt a lakosok Törökországba menekültek. Mivel katonákat küldtek a határra, így nemzetközileg úgy tünt, mintha Törökország elleni leplezett félelemkeltésbe kezdtek volna.

### Június 29
Mivel a tüntetés folytatódott a hadsereg egyre több faluba hatolt be Idlib kormányzóságba. Rameh faluban négy embert megöltek. A szíriai hadsereg bevonult Marayn, Ihsim, Barshoun, és al-Bara falvakba is.

### Június 30. – "Aleppói vulkán"
Aleppó szinte minden részén tüntetéseket tartottak, még az olyan kerületekben is, mint Al Masharqah, Seif El Dawla, Alsakhur, Jamiliah, Bab El-Nasr, Bab El-Hadeed, vagy az Egyetem tér. Több tüntetőt megöltek. Aktivisták egy újabb pénteki tömegtüntetést hirdettek meg, ez alkalommal a „Elmentek Péntekje” néven.

## 2011. július

### A Kivonulás Péntekje
Országszerte nagy tüntetések voltak, az eddig a legnagyobbak. A hírek szerint csak Hamában félmillióan vonultak az utcákra, így eddig ez volt a legnagyobb létszámú megmozdulás. Máshol is több tízezren tüntettek, így többek között Homszban is. Mielőtt a biztonsági erők feloszlatták volna, Aleppóban is tízezren tüntettek.Eddig ez volt a legnagyobb aleppói tömeg. Damaszkusz Hajar al-Aswad kerületében 6000 ember vonult az utcákra. A jordániai Ammánban a szíriai nagykövetség lőtt egy Aszad-párti megmozdulást tartottak. 28 tüntetőt megöltek, legtöbbjüket Idlibben.

### Július 2.
Homszban öt, előző nap Homszban, Damaszkuszban vagy környékükön megölt tüntető temetését tartották, ahol 7000 gyászoló jelent meg. Az Aszad-párti tüntetések tovább folytak Hamában, Dajr ez-Zaurban, Dúma (Szíria)Dúmában, (az ostrom ellenére) Idlibben, Talbiszében, Latakiában és Aleppó Adhamiya kerületében. Franciaországban Strassbourgban és Lyonban is tüntetéseket tartottak.
A szíriai kormány erősítést küldött a nemzetközileg is fontos északi Damaszkusz–Aleppó útvonalra. A Hamá–Aleppó útvonalon is sorokban haladtak a tankok Hán Sajkúnnál, Idlib közelében.

### Július 3.
Hamá környékén megjelentek a kormány tankjai és katonái, a hírek szerint a városban lövések hangja hallatszott, és tömeges letartóztatásokat indítottak. Damaszkuszban és környékén folytatódtak az Aszad-ellenes tüntetések, Hajar al-Aswad külvárosában két tüntetőt a rendőrök megöltek.

### Július 5.
Damaszkuszban több tucatnyi embert letartóztattak, a szíriai hadsereg Hamában pedig 11 embert megölt.

### Július 6.
Az Amnesty International felszólította az Egyesült Nemzetek Szervezetét, hogy vizsgálja ki, mi történt Szíriában, mert szerintük a tüntetések leverése megvalósíthatta az emberiesség elleni bűntettet. Erre azután került sot, hogy a szervezet elkészített egy jelentést, melyben a hadsereg egy nyugati falu, Tell Kalakh területén májusban történt tisztogatást mutatott be részletesen. A szíriai kormány szerint a halottak többségével bűnbandák végeztek.

### Július 7.
A tüntetők egy újabb pénteki tüntetést szerveztek, ezúttal ennek a „Párbeszéd Nélküli Péntek” nevet adták. Ezzel arra akarták felhívni a figyelmet, hogy nem hisznek abban, hogy ez a szíriai kormány képes lenne bármilyen reformot megvalósítani, a párbeszéd a megölt tüntető magas száma miatt pedig hiábavalóak a tárgyalások. A hamái tüntetés leverésénél az áldozatok száma 22-re emelkedett.

### Július 8. „A Párbeszéd Nélküli Péntek”
Hamában Franciaország és az Amerikai Egyesült Államok nagyköveteinek jelenlétében tüntetést tartottak Hamá Al-Assy terén, ahol a becslések szerint 500.000 ember jelent meg. Aktivisták szerint a felkelések kezdete óta ez volt a legnagyobb egyéni tüntetés, amit eddig tartottak. Damaszkuszban és környékén, Homszban, Idlibben, Dajr ez-Zauran, Kamisliben és Deraa városában. Ez volt az első alkalom, hogy a felkelések szele elérte Damaszkusz központját is. Itt a biztonsági erők felvették, ahogy közelről lőnek a tüntetőkre. Az ellenzék szerint a pénteki tüntetésen 13 embert megöltek, és a jelentések szerint több mint 40 ember megsebesült.

### Július 10.
A Szíriai Hadsereg rajtaütést indított Homszban, ami során legalább egy embert megölt. A tüntetéseken részt vett francia és amerikai nagyköveteket a Szíriai Külügyminisztérium bekérette magához. A Damaszkusz mellett fekvő Demas területén a szíriai kormány megkezdte hivatalosan is az általa nemzeti párbeszédnek nevezett folyamatot, melynek a többpártrendszerbe vezető út kialakítása volt a legfőbb témája. Az ellenzéki vezetők azért bojkottálták az eseményt, mert ez szerintük nem más, mint a tüntetések leverésének az elrejtése, és addig nem vesznek ezen részt, míg a tüntetéseket nem engedik a maguk útján folyni.

### Július 11.
Aszad támogatói megtámadták Franciaország és az Amerikai Egyesült Államok damaszkuszi külképviseleteit. Az USA nagykövetségének munkatársai szerint fizikai károk is keletkeztek, de senki sem sebesült meg. A tisztviselők szerint a hivatalok annak ellenére is lassan válaszoltak, hogy a szíriai kormány korábban ígéretet tett arra, hogy ilyen esetekben adekvált megoldást nyújtanak. A francia nagykövetségnél fegyverekkel a levegőbe lőttek, így akarták feloszlatni az összegyűlt tömeget.
Robert Stephen Ford, az USA Szíriába akkreditált nagykövete a kormányt a nagykövetség Facebook-oldalán kritizálta, mikor azt írta, „Július 9-én „Mnhebak” egyik csoportja köveket dobott a nagykövetségünkre, ezzel bizonyos károkat okozva. Erőszakba fordultak események, épp az ellenkezője történt, mint a hamái embereknél, akik végig békések maradtak. Milyen ironikus, hogy a szíriai kormány szabad folyást enged egy USA-ellenes demonstrációnak, miközben máshol a biztonsági erői olajággal békésen felvonuló tömegekbe lőnek bele.”
Hillary Clinton amerikai külügyminiszter mind a támadást, mind a magatehetetlen kormányt elítélte, és azt állítottal el-Aszad „elvesztette legitimációját”, és „Aszad elnök nem nélkülözhetetlen, és abszolút semmit nem fogunk azért megtenni, hogy hatalmon maradjon.”

### Július 13.
Jabal al Zawiya faluban négy helybéli lakost ölt meg a szíriai hadsereg.

### Július 14.
A biztonsági erők emberei Dajr ez-Zaurban nyolc embert megöltek, miközben a városban nagy tüntetést tartottak. 2 tüntetővel Homszban, 1 emberrel Aleppóban is végeztek.
Aktivisták elkezdtek szervezni egy újabb pénteki tüntetést, ezúttal arra való emlékeztetésül, hogy a szíriai kormánytól 12.000, tárgyalás nélkül fogva tartott tüntető szabadon engedését követelik, a rendezvénynek a "Foglyok Szabadon Engedésének Péntekje" nevet adták.

### Július 15. – „Foglyok Szabadon Engedésének Péntekje „
Tömegtüntetést tartottak. A jelentések szerint a szíriai biztonsági erők legalább 28 embert megöltek. A tüntetések szétterjedtek voltak, legfontosabb helyszíneik Damaszkusz és környéke, Homsz, Kamisli, Dara, Latakia, Idlib és al-Rakka voltak. Hamában a Mártírok terére 700.000 ember vonult ki, a keleti Dajr ez-Zaur kormányzóságban 350.000 ember ment el tüntetni, Aleppóban pedig 20.000 résztvevőről szóltak a hírek. A külföldön élő szíriaiak tovább folytatták hazájuk nagykövetségei előtt a tüntetéseket.

### Július 16.
Az Irakkal közös határon fekvő Abu Kamál városában a szíriai hadsereg öt tüntetőt ölt meg. Másnap több százan vonultak az utcákra, mielőtt a hadsereg megpróbált volna beavatkozni, hogy elnyomja a tüntetéseket, A tüntetések nagy mérete miatt azonban nem jártak sikerrel. A jelentések szerint a helyszínen volt a Légvédelem vagy 100 hírszerzési ügynöke és legalább négy páncélozott csapatszállító személyzete támadt a tüntetőkre. Aktivisták szerint a tüntetők több tankot is megpróbáltak elfoglalni, és megkíséreltek fegyvereket zsákmányolni a hadseregtől. A kormány szerint az összecsapásokban három katona meghalt. Miután a tüntetők és a hadsereg megállapodott, néhány megszerzett fegyvert és járművet visszaszolgáltattak.

### Július 17.
Miközben Homszban a különböző csapatok összecsaptak, 30 embert megöltek. Ugyanakkor az aktivisták szerint a hadsereg behatolt Aleppó több külvárosába.
Több katona a páncélozott csapatszállítóval együtt dezertált a hadseregtől és csatlakozott a tüntetőkhöz. Így tett egy iraki határ menti városban legalább 100 légvédelmi alkalmazott is.

### Július 18.
Ábúnban eltemették a mártírjaikat, este demonstráció tört ki Harasztában, Homszban pedig katonai hadműveletek folytak.

### Július 21.
A Szíriai Hadsereget Homszba küldték, ahol mindenkire, válogatás nélkül lőttek, akit csak az utcán találtak. A hírek szerint legalább 40 embert megöltek. A hadsereg több embert letartóztatott, és több helyszínen rajta csapott.
Aktivisták újabb pénteki tüntetést szerveztek, aminek a Hálíd ibn al-Valíd Péntekje nevet adták, amivel egy olyan középkori katonai muzulmán parancsnokra emlékeztek meg, akit Homszban temettek el.

### Július 22. – "Hálíd ibn al-Valíd Unokáinak Péntekje"
Tömegtüntetések voltak, ahol Deir Ezzourban legalább 450.000, Hamában 600.000 ember vett részt. Más városokban is több tízezren tüntettek, mint a Kurd Északkeleten, Darában, a szíriai tengerparton, Homszban és Aleppóban. A szíriai hadsereg katonákat küldött Damaszkusz belvárosába, ahol többeket letartóztattak, és megakadályozták, hogy akármilyen tömeg is összegyűljön. Pénteken a szíriai hadsereg 8 embert ölt meg, többségüket Aleppóban.

### Július 23.
Külföldön több szíriai nagykövetség előtt is tüntetéseket tartottak, hogy így tiltakozzanak az ottani megmozdulások leverése ellen.

### Július 26.
Mivel a tüntetések nem csillapodtak, a hadsereg tankokkal behatolt Damaszkusz Kanakir negyedébe, ahol legalább 250 embert letartóztattak. Ezzel akarták megakadályozni, hogy Damaszkuszban a ramadán alatt is ekkora megmozdulásokat szervezzenek, Az előrejelzések szerint ugyanis a megmozdulások még csak fokozódnak.

### Július 28.
A biztonsági erők ismét megtisztították Damaszkusz külső területeit, négy embert megöltek, többeket letartóztattak. Aktivisták újabb tüntetést szerveztek, melynek "A Hallgatásotok Megöl Minket" nevet adták, amivel Szíria eddig csendben maradt lakosságát akarták rávenni, hogy álljanak ki Aszad elleni tüntetők mellett.

### Július 29. – "A Hallgatásotok Megül Minket'"
Mivel a biztonsági erők szabad utat engedtek a tüntetéseknek, tömeges összejöveteleket tudtak megszervezni. 20 tüntetőt öltek meg országszerte, legtöbbjüket Dajr ez-Zaurban, ahol a kormány megpróbálta megakadályozni a nagy tömegek összejövetelét. A városba beküldték a hadsereget is, akik tankokkal érkeztek, és a tüntetőket lőtték, miközben Darában és Latakiában is több tüntető meghalt. Ezen kívül volt még tüntetés Hamában, Homszban, Kamisliben és Aleppóban is. A szíriai hadsereg Damaszkuszban, a fővárosban tömeges letartóztatásokat hajtott végre. Június óta ez volt a kormány legbrutálisabb válaszlépése. A Szíriai Hadsereg egyik ezredese azt mondta, „több száz társával” dezertált a Szíriai Hadseregből Dajr ez-Zaur városában, csapatának pedig a Szabad Szíriai Hadsereg nevet adta.

### Július 31.
A felkelés eddigi legvéresebb napján országszerte 136 embert öltek meg, mikor a hadsereg tankokkal söpörte el Hamá, Abu Kamál, Dajr ez-Zaur és Harak városát. Ez egy látszólagos próbálkozás volt, hogy a muzulmán szent hónap, a ramadán megkezdése előtt letörjék a tüntetőket. A szíriai kormány szerint a hadsereg támadásai fegyveres bandáknak több épület ellen elkövetett tüzelésére adott válasz volt, valamint arra reagáltak, hogy embereket tüntetésre akartak rávenni. Ezeket az állításokat a tüntetők és az amerikai diplomácia is visszautasította.

## 2011. augusztus

### Augusztus 3.
Az előző napokban megnövekedett erőszak miatt az Egyesült Nemzetek Biztonsági Tanácsa első alkalommal ítélte el a szíriai tüntetők elleni emberi jogi sérelmeket. Augusztus 3-án Hamában 45 embert öltek meg.

### Augusztus 4.
Aszad egy határozatot adott ki, melyben lehetővé tette több párt megalapítását is Szíriában, valamint választási reformokat jelentett be, melyekkel a tüntetők kedvében akart járni. Ennek ellenére a tüntetések leverése Hamában fokozódott, július 31. óta több mint 200 embert megöltek. Hamában elvágták az elektromos áram ellátását, valamint hiány alakult ki élelmiszerekből és az orvosi ellátáshoz szükséges eszközökből. A szíriai ellenzék egy újabb nagyobb tüntetésre készült péntekre, melynek az "Isten Velünk Van" nevet adták.

### Augusztus 5. – "Isten Velünk Van'"
A pénteki tömegtüntetéseken Deir Ezzurba 30.000 ember vett részt. Hamát teljesen elnyomták, így az emberek nem tudtak kivonulni az utcákra. Kamisli, Aleppó, Dara, Homsz, Damaszkusz kül- és belvárosa szintén az utcára vonult, hogy együttérzésükről biztosítsák Hamá lakosait. 24 polgárt megöltek a biztonsági erők, közülük öttel Damaszkuszban végeztek.

### Augusztus 6.
A szíriai hadsereg Homsz és Deir Ezzour területére tankokkal hatolt be, ahol így próbálta meg rávenni az embereket, hogy hagyjanak fel a tüntetésekkel. Törökország azt mondta, külügyminiszterét Damaszkuszba küldi, hogy közölje a szíriai vezetéssel, Törökország az elnyomás mihamarabbi befejezését szorgalmazza, miközben az Öböl Menti Együttműködési Tanács tagállamaival együtt az erőszakot elítélő közös nyilatkozatot adott ki. Pan Gimun, az ENSZ főtitkára szintén elítélte az erőszakot.

### Augusztus 7.
A helyi emberi jogi szervezetek szerint több mint 70 embert öltek meg Szíriában. Közülük csak Deir Ezzour városában 50-en haltak meg. Több tucatnyi embert letartóztattak, és a hírek szerint aknavetőket és tankokat is bevetettek, hogy a külvárosokat megtámadják. Az Arab Liga első ízben ítélte el a kormány akcióit.

### Augusztus 8.
Valamivel éjfél után Abdullah szaúdi király televíziós beszédben ítélte el a szíriai kormányt, mivel az leveri a tüntetéseket. A király hozzátette, hogy országa visszahívja a Szíriába delegált nagykövetét. A király figyelmeztette Aszadot, hogy vagy kezdjen reformokba, vagy „Szíria a zűrzavar és a veszteség mélységeibe” veti magát. Kuvait, majd később Bahrain is visszahívta nagyköveteit, majd bejelentették, hogy az Öböl Menti Országok Szövetsége hamarosan ülést hív össze, hogy egységes válaszlépést adjanak a Szíriában történtekre. Az SOHR szerint Dajr ez-Zaurban egy gyereket és szülőjét ölték meg a szíriai hadsereg tagjai adzán alatt. Az itteni támadás állítólag délig folytatódott. A katonák behatoltak Észak-Szíriában Maarat an-Numanba is, akik keletről érkeztek, és gyorsan körbezárták a várost, így a helyi ellenzéki erők szerint ellehetetlenült a városba be illetve az onnan ki felé történő közlekedés. A hírek szerint Darában hét, temetésen részt vevő férfival is végeztek, mikor a biztonsági erők rátámadtak a szertartásra. Több tucatnyian megsebesültek. A halálos beavatkozás hatására késő éjszaka tüntetést indítottak, mert a tüntetők a rendőröket tették felelőssé a történtekért. Az Emberi Jogok Arab Szervezetének a vezetője szerint aznap országszerte 24 emberrel végeztek. Eközben az ENSZ politikai ügyekért felelős segédtitkára, Oscar Fernandez-Taranco azt mondta, a szíriai erők 87 emberrel végeztek. Az Anonyums online csoport elfedte a Szíriai Védelmi Minisztérium honlapját egy szöveggel, mely azt sürgeti, hogy a Szíriai Hadsereg álljon le, és vállaljon szolidaritást a tüntetőkkel. Aszad elnök egészségi okok miatt leváltotta Ali Habib Mahmud védelmi minisztert, helyére pedig a hadsereg főparancsnokát nevezte ki, aki Dawoud Rajiha volt.

### Augusztus 9.
Egy ellenzéki forrás arról számolt be, hogy a szíriai erők hajnalban három oldalról megtámadták Sarmin városát Idlib kormányzóságban, ahol zargatták a lakosságot, és tömeges letartóztatásokat foganatosítottak. Idlibbe és a kormányzóság központjának környékére tankokat telepítettek. Dajr ez-Zaur ostroma folytatódott, al-Hawiqa kerületéből tanklövésekről írtak, és a hírek szerint legalább 15 ember meghalt. Rajtuk kívül Idlib kormányzóság más részein további ketten életüket vesztették. Az iraki határ közelében fekvő Abu Kamálból is véres összecsapásokról érkeztek hírek. Hamában öt embert megöltek, köztük ugyanannak a családnak két gyerekét. A szíriai seregek célba vették Binnish területét is, ami a helybéli megfigyelők szerint egy nagy mértékű, a ramadán imáját követő megmozdulásra adott látszólagos válasz volt. A támadásban a falu négy lakója meghalt.
Egy ellenzéki honlap szerint a volt szíriai védelmi miniszter, Ali Habib Mahmud holttestét találták meg a saját házában. A szíriai kormány szóvivője rögtön közölte, hogy „betegségben halt meg”, miközben az ellenzék azzal vádolta a kormányt, hogy meggyilkolták őt. Az ellenzék szerint Ali Habib elkezdte fokozatosan megtagadni, hogy a hadsereget beküldje a városokba, mert növekvő ellenállásoktól tartott. Ezért ölték meg őt. Órákkal a feltételezett halála után azonban szerepelt az állami televízióban, ahol tagadta, hogy megölték volna vagy tüzeltek volna rá, és hozzátette, hogy betegség miatt mondott le.
Ahmet Davutoğlu török külügyminiszter találkozott Bassár el-Aszad elnökkel, akivel több mint két órán át tanácskozott. Ezután más szíriai vezetőkkel további négy órán át cserélt eszmét, miután akármilyen nyilatkozattétel nélkül elhagyta Szíriát. A hírek szerint Aszad azt mondta Davutoğlunak a megbeszélés alatt, hogy kormánya „az ország stabilitása és a polgárok biztonsága érdekében nem fog engedni a terrorista csoportok nyomásának”, de hozzátette, hogy elkötelezett a reformok mellett. Törökországba történt visszatérte után Davutoğlu azt mondta, kormánya fenn fogja tartani a kapcsolatot Damaszkusszal, valamint felszólította Aszadot, hogy „konkrét lépéseket tegyen”, hogy az összecsapásoknak mihamarabb vége lehessen. Arra nem tért ki, hogy ebbe Aszad beleegyezett-e. Eközben Egyiptom élesen kritizálta Szíriát, hogy bár reformokat ígér, semmit nem valósít meg. Mohamed Kamel Amr külügyminiszter szerint az ilyen reformok „haszontalanok”. Amr sürgette a leszámolások befejezését, és azt mondta, Aszadnak és a népszerű tömegeknek meg kellene egyezniük egy mindkét fél számára előre vivő nemzeti párbeszédben.
Az internetes hadviselés keretei között a Védelmi Minisztérium honlapjának meghekkelése miatt a szíriai kormány támogató meghekkelték az Anonymus szervereit, akik azt megégett testek fényképeivel és üzenetekkel árasztották el, melyek szerint az oldalon látható emberek szíriai katonák és civilek, akikkel a Muzulmán Testvériség tagjai végeztek.

### Augusztus 10.
Az SOHR szerint az északnyugati Sarmin és Taftanaz városaiban egy ember meghalt, 13 pedig megsebesült, mikor a hadsereg tucatnyi páncélos csapatszállítóval megerősítve támadást indított a terület ellen. Eközben a hadsereg befejezte Hamá ostromát, ahonnét egy a kormány által szervezett utazáson részt vevő újságíró megfigyelései szerint 40 páncélozott csapatszállítót vontak ki, rajtuk ünneplő katonákkal. Recep Tayyip Erdoğan török miniszterelnök dicsérte a kivonulást és azt, hogy a médiának hozzáférést engedtek. Ezek olyan előrelépések voltak, melyeket Davutoğlu az előző nap sürgetett, és melyek szerinte „olyan jelek, melyek alapján kijelenthető, a kezdeményezéseink hatásosak.” A szíriai kormány még aznap úgy döntött, hogy több tankot visszaküld a városba, és visszavonja a kivonulást. A kormány bejelentette, hogy kivonul Ariha területéről is. Aktivistáknak az Agence France-Presse-nek telefonon adott interjúja szerint a hadsereg tüzet nyitott az aktivistákra Homszban, ahol tizenhét ember meghalt, 20 pedig megesbesült.
Szíriának az ENSZ-hez delegált nagykövete, Bashar Jaafari a szíriai helyzetet a folyamatban lévő angliai zavargásokkal hasonlította össze, és hozzátette, hogy ahogy az Egyesült Királyságban és több más országban is, a kormányt úgy választották meg, és az nem „rezsim”. Az Egyesült Királyság küldöttje élesen kritizálta Jaafari érvelését, mikor azt mondta: „Szíriában önöknél olyan a helyzet, hogy több száz fegyvertelen polgárt támadnak meg, és többjüket letartóztatják, többjüket pedig ki is végzik. A szíriai nagykövet által tett összehasonlítás nevetséges.”
Egy a The New York Times által korábban elképzelhetetlennek nevezett lépésben a Baasz Prt 41 volt tagja valamint több korabeli tisztviselő is arról beszélt, hogy politikai változások lesznek, és sürgette, hogy minél előbb legyen vége a tüntetők elleni erőszaknak. Az Aszaddal közeli kapcsolatban álló Mohammed Salman volt információs miniszter vezette a mozgalmat.

### Augusztus 11.
A török határ mellett fekvő Saraqeb város egyik lakója arról számolt be, hogy több mint 60 jármű hatolt be a településre, melyek közül 14 tank vagy páncélozott csapatszállító volt. A jelentések szerint a szíriai katonák véletlenszerűen lövöldöztek, a polgárokat pedig „halomra ölték.” Az ellenzéki Helyi Koordinációs Bizottságok megerősítették a jelentéseket. A Homsz kormányzóságban fekvő Qusayr településen tizenegy embert megölt a hadsereg, miközben lerohanta a várost. Az Avaaz szerint Hamá további két lakójával végeztek. Hajnalban a hadsereg támadást indított al-Mousaifara városa ellen. Az Avaaz szerint a hadsereg Dajr-ez-Zaur legalább két kerületét is lőtte.
Péntekre ismét nagy tömegtüntetéseket szerveztek, melyeknek ezúttal a Nem Térdelünk, Csak Isten Előtt Péntekje nevet adták.

### Augusztus 12. – "Nem Térdelünk, Csak Isten Előtt Péntekje'"
A tömegtüntetések folytatódtak, miközben huszonhárom embert megöltek a szíriai hadsereg katonái országszerte, többek között ötöt Damaszkusz Saqba és Dúma kerületeiben, mikor röviddel a pénteki imádság előtt tüzet nyitottak a tömegre. A hadsereg az akrivisták értesülései szerint Darában, Dajr ez-Zaurban Idlibben, Aleppóban, Homszban, Hamában és több más városban is közbe avatkozott. Aleppóból a Helyi Koordinációs Központ azt jelentette, hogy a Sabíha vagy civil ruhás katonák egy több száz fős tüntetésen Szíria legnagyobb városában több tucatnyi embert ütlegeltek és összeszúrkáltak. Helybéliek szerint hasonló játszódott le Zabadániban is, ahol a hírek szerint rá is lőttek az egyik helyi mecsetre. A bziztonsági erők jelenléte ellenére 20.000 ember tüntetett Hamában az imádságokat követően.

### Augusztus 13.
A szíriai hadsereg több mint 200 tankkal és páncélozott csapatszállítóval behatolt Latakiába, ahol aktivisták szerint legalább két civilt megöltek. Dajr ez-Zaurban szintén aktivisták információi szerint egy orvlövész egy gyerekkel végzett. A török Hürriyet Daily News napilapnak egy névtelenséget kérú török tisztviselő azt nyilatkozta, lehetséges, hogy Törökország vezetésével Szíriába katonákat küldenek. A beszámoló szerint Ankarát nyugtalanítja a Szíriőban kialakuló felekezeti feszültség, mely lángba boríthatja az amúgy is instabli iraki helyzetet, ahol az arab tavasz forradalmi hullám nyomán már voltak is tüntetések. Az LCC beszámolt egy-egy halálos áldozatról is Qusayr, Daraya és Hamá területéről.

### Augusztus 14.
Az LCC beszámolója szerint Latakiában a hadsereg továbbra is támadásban van, eközben a Szíriai Haditengerészet Földközi-tengeri hadihajóiról is lövik a várost, ahol a Szíria Forradalmi Koordinációs Unió szerint legalább 28-an meghaltak. Az ország többi részén nyolc embert öltek meg, így aznap az emberi jogi aktivisták és a demokrácia mellett kampányolók szerint legalább 36 ember meghalt. A szíriai állami televízió szerint Latakiában két rendőrt és hat fegyveres bűnözőt öltek meg.

### Augusztus 15.
Négy—hat további polgárt öltek meg Latakiában, ahogy a ostrom folytatódott. Ahmet Davutoğlu török külügyminiszter azt követelte, hogy a szíriai kormány erőszakoskodásának „azonnal és feltételek, magyarázkodások nélkül” legyen vége, „máskülönben nincs értelme megteendő lépésekről beszélni.” Houleh területén egy orvlövész az SOHR szerint egy idős férfit lőtt le, mikor a hadsereg megkezdte a hadműveleteit a városban. Németország sürgette, hogy az Európai Unió hathatósabb intézkedéseket vezessen be Aszad és vezetése ellen, és szigorítsa az ellenük kivetett szankciókat. A tüzelések, ágyúzások középpontjába helybéliek, aktivisták és az UNRWA jelentései szerint bekerült egy palesztin menekülttábor is, amit a Palesztin Felszabadítási Front mélyen elítélt. Az Al Jazeerának meg nem nevezett forrásokra alapozott jelentése szerint az iftár utáni tüntetésekben 12 embert megöltek Homszban.

### Augusztus 16.
Az Avaaz beszámolója szerint aznap Latakiában kilenc ember meggyilkolását tudja megerősíteni. A palesztin menekülttábornak otthont adó Al-Ramel kerület lakói arról számoltak be, hogy a Sabíha tagjai fosztogatták őket, holttesteket tisztítottak meg, golyókat távolítottak el, valamint próbálták minden jelét eltüntetni annak, hogy lövöldözések lettek volna. Több százan próbáltak meg elmenekülni, de sokakat bebörtönöztek, vagy arra kényszerítettek, hogy a városban maradjon. Az egyik helybéli azt mondta, attól félt, hogy a kerületüket a földdel teszik egyenlővé. A török kormány cáfolta, hogy a határ mentén ütközőzónát akarna kialakítani, de azt megerősítették, hogy készítenek terveket arra vonatkozólag, ha az elynomás folytatódik. Homszban, Abu Kamálban és Damaszkusz több külvárosában valamint más szíriai városokban is éjszakai tüntetéseket tartottak, válaszul a biztonsági erők megmozdulásaira.

### Augusztus 17.
A szíriai kormány azt állította, kivonul Latakiából és Dajr ez-Zaurból, de Davutoğlu ezt megkérdőjelezte, és azt mondta, a szíriai katonák még mindig jelen vannak Dajr-ez-Zaurban és a tüntetések több más központjában is. Ismét hangoztatta Törökország követelését, hogy „a vérontást meg kell állítani,” és hangsúlyozta, hogy ha az elnyomást nem állítják le, „Törökország természetéből kifolyólag nem maradhat tétlen.” Recep Tayyip Erdoğan török miniszterelnök a líbiai polgárháborúhoz hasonlította a helyzetet, és kitöltötte a mérgét a szíriai kormányon, mondván „Elküldtem a külügyminiszteremet és személyesen is kapcsolatba léptünk, legutóbb három napja telefonon. Ennek ellenére még mindig gyilkolják a civileket.” A forradalom utáni átmeneti tunéziai kormány „konzultációra” visszahívta nagykövetét Damaszkuszból. Az Egyesült Nemzetek Szervezetének beszámolója szerint Aszad egy telefonbeszélgetésben azt közölte Pan Gimun főtitkárral, hogy minden, a tüntetők ellen indított katonai és rendőri beavatkozást felfüggesztenek. Aszad ígéretének ellenére az aktivisták Homszból 9-16 halálos áldozatról számoltak be. A többségük az esti imádság utáni lövöldözésbe halt bele. Az Al Arabiya beszámolója szerint „több százan” tüntettek Aleppó egyik központi terén, a Saadallah al-Jabiri téren, és ezzel ez volt az eddigi legnagyobb megmozdulás a városban. A végén a biztonsági erők megtámadták az egybegyűlteket.

### Augusztus 18.
Kanada, Franciaország, Németország, az Egyesült királyság valamint az Amerikai egyesült Államok kormánya mind első ízben szólította fel Aszadot, hogy mondjon le. Svájc a semlegessége ellenére visszahívta nagykövetét és elítélte az erőszakot. Az Avaaz szerint délután rajtaütések voltak al-Ramel kerületben, valamint több ágyúlövés volt Latakiában, melyek közül az egyik egy mecsetet talált el. Mindezt annak ellenére történt, hogy Aszad az előz, nap megígérte, hogy beszünteti a biztonságiak bevetését. Az LCC szerint Dajr-ez-Zaurban folytatódtak a letartóztatások és a hadsereg hadműveletei, de lövésekről nem érkeztek hírek. Egy a felkeléseken július 14-ig történt eseményeket elemző jelentésében az ENSZ arra jutott, hogy a szíriai kormány emberiesség elleni bűncselekményeket követhetett el, és tömeges kivégzéseket, kínzásokat hajtott végre, a polgári lakosság ellen válogatás nélkül vetette be a hadsereget, és válogatás nélkül tartóztattak le sokakat.
Péntekre újabb tömegtüntetéseket szerveztek, melyeknek ezúttal a „Győzelem Kezdetének péntekje” nevet adták.

### Augusztus 19. – "A Győzelem Kezdetének péntekje"
Szíria szerte állítólag legalább 23 embert öltek meg, közülük 15-öt Dara kormányzóságban, kettőt Dúmában uilletve Harasztában, hatot pedig Homszban. Az ellenzéki aktivisták szerint hat emberrel akkor végeztek, mikor a biztonsági erők lerohanták Inkhil falu templomát. Damaszkusz Qadam kerületében azt skandálták, hogy Aszad elnököt állítsák a hágai Nemzetközi Bíróság elé. A biztonsági erők könnygáz bevetésével próbálták meg feloszlatni a tömeget, de mikor ez nem sikerült, aktivisták és szemtanuk szerint éles lőszert vetettek be, amivel legalább öt embert megsebesítettek. Catherine Ashton, az Európai Unió külügyi biztosa szerint az EU egy a szíriai olaj elleni embargó előkészítésén dolgozik. Az orosz kormány távolságot tartott az EU-tól és a nyugati országoktól, mert szerinte Aszadnak „több időre” van szüksége, hogy kivitelezze a megígért reformokat.

### Augusztus 20.
Az előző nap halálos áldozatainak száma 34-re emelkedett. A szíriai kormány tankok bevetésével újraindította Homsz ostromát, és a helyi lakosságot lőtte, hogy így tartsa őket távol a gyűlésektől.

### Augusztus 21.
Egy médiainterjúban Aszad azt mondta, a reformokat folytatni, a „terroristákat” pedig üldözni akarja. Aszad óvott a külföldi intervenciótól. Két ember meghalt Hamában, mikor a Sabiha cél nélkül tüzet nyitott a város utcáin. Szíriában az ellenzék összegyűlt, hogy egy ellenkormányt alakítson.

### Augusztus 22.
A tüntetések folytatódásával az ENSZ szerint a tüntetés alatt meghaltak száma elérte a 2200-at. Kína és Oroszország ellenszavazata ellenére az ENSZ Emberi Jogi Bizottsága megszavazta, hogy vizsgálóbizottságot küld a Szíria által elkövetett emberiesség elleni bűncselekmények kivizsgálására. Az ENSZ egyik csoportja meglátogatta Homszot, hogy értékelje az ottani humanitárius helyzetet, és kivizsgálják azokat a feltételezéseket, melyek szerint a szíriai hatóságok megsértették az emberi jogokat. Miután elmentek, a biztonsági erők állítólag tüzet nyitottak, amiben a Human Rights Watch szerint legalább négyen meghaltak.

### Augusztus 23.
Törökországban, Isztambulban a Szíriai Nemzeti Tanács bejelentette, hogy „ők képviselik a szíriai nép követeléseit és aggodalmait.” A svájci Genfben az ENSZ Emberi Jogi Tanácsa elítélte a szíriai kormányt amiatt, hogy milyen választ adott a felkelésre. Az Emberi Jogok Arab Szervezete szerint Hamá, Homsz és Idlib kormányzóságokban legalább 12 embert megöltek.

### Augusztus 24.
Annak ellenére, hogy a Nemzeti Tanács kiűzött célja az összes szíriai ellenzéki csoport egyesítése lett volna, a turkomannok azt mondták, csoportjukkal vajmi keveset foglalkoztak, és azt mondták, őket meg sem hívták a csoport megalakulására, és a végén is csak mint megfigyelők lehettek jelen az eseményen. Az Európai Unió egyik tisztviselője azt mondta, az EU tíz napon belül embargót szeretne hirdetni a szíriai olajra. Az SOHR szerint Nyugat-Szíriában egy nőt halálra kínoztak, miközben az Al Jazeera jelentése szerint Homszban három civil halt meg rajtaütésekben, egy tüntetővel az éjszaka egy orvlövész végzett Nessieb területén, további öt embert pedig Hamá mellett egy mezőgazdasági területen öltek meg. Az Emberi Jogok Arab Szervezete szerint aznap 13 ember halt meg, és szerintük Dajr ez-Zaurban valamint Damaszkusz külvárosaiban a tüntetőkre lőttek. Az LCC információ szerint országszerte legalább 17 ember veszett oda. Az orosz külügyminisztérium Kína támogatásával egy nyilatkozatot tett közzé, melyben azt sürgették, hogy a nemzetközi közösség ne avatkozzék be „Szíria belügyeibe.”

### Augusztus 25.
A hírek szerint elrabolták Ali Ferzat híres politikai karikaturistát, akit kormányközeli támadók megvertek, majd a damaszkuszi nemzetközi repülőtér közelében szabadon engedtek. Nem lehetett tudni, kik támadták meg, többek szerint ők a szíriai biztonsági erőkből kerültek ki. Néhány jelentés szerint mindkét kezét eltörték, hogy „ezzel figyelmeztessék”, jobb, ha felhagy a rajzolással. A Latakia és Dajr ez-Zaur környékén élők az Emberi Jogok Arab Szervezetének vezetője szerint puskaropogást hallottak a házaik környékén. Az LCC szerint Dajr-ez-Zaurt egész nap tankokkal lőtték, a város mellett közvetlenül délkeletre fekvő Shuhail területén pedig 118 tankot számoltak össze. Az állami irányítású SANA szerint előző délután Homsz kormányzóságban „felfegyverzett terroristák” nyolc katonát – köztük két vezetőt – öltek meg két különböző rajtacsapásban. A jelentés szerint az egyik támadásban legalább hát katona megsérült, mikor Talbisah belsejében „terroristák” lőtték az egyik buszt. Mahmud Ahmadinezsád iráni elnök első alkalommal fogalmazott meg mérsékelt kritikát a szíriai kormánnyal szemben, mikor azt mondta, „Ha probléma alakult ki a nép és a vezetője között, le kell ülniük, hogy egy összecsapásoktól mentes megoldást találjanak.” A szíriai ellenzék egy újabb pénteki tömegtüntetésre készült, melynek ezúttal a „Nyugalom és Állhatatosság Péntekje” nevet adták.

### Augusztus 26. „Nyugalom és Állhatatosság Péntekje”
Ramadán utolsó péntekjén több ezren tüntettek több szíriai városban is, melyek között ott volt Damaszkusz, Dajr ez-Zaur, Deraa, Dúma, Hamá, Homsz és több Idlib kormányzóságbeli település. Több kormányellenes tüntetésen a biztonsági erők éles lőszert és könnygázt vetettek be. Éjszaka 8 tün tető halt meg, mikor az aktivisták szerint utcai tüntetőket támadtak meg a biztonságiak. Az LCC szerint Qusayr területén hat demonstráló sérült meg, miután a biztonsági erők egy békésen tüntető tömegbe lőttek. A hírek szerint waznap három tüntető vesztette életét Dajr ez-Zaurban. Nawa belsejében egy tüntetőt megöltek egy szemtanú szerint. Egy-egy tüntető életét vesztette Mleeha, Ábún, Bosra és Ma`arrat an-Nu`man városokban. Sok tüntető olyan plakátokat vitt magával, melyeken gratuláltak a líbiai nép sikerének, mert elkergették Moammer Kadhafit. A tüntetés gócpontjaiban élők azt jelezték, hogy a katonaságot tankokkal erősítették meg.

### Augusztus 27.
Hajnalhasadta előtt egyre több tüntetés indult Damaszkuszban, mint a központban, mint a külvárosokban. Több szemtanú is arról számolt be, hogy Damaszkusz Kafarsouseh negyedében a hadsereg elrohant egy mecsetet, ahol több százan tüntettek a kormány ellen, bár a kormányt támogatók egy csoportja is megjelent, ahol Aszadot éltető szlogeneket skandáltak. Több tüntető, többek között a mecset 60 éves imámja is megsebesült. A mecsethez közeli egyik téren a biztonsági erők éles lőszert és könnygázt vetettek be a tüntetők ellen, ahol legalább öten megsebesültek. Egy másik, Moadamiya nevű kerületben valamint Damaszkusz Tijanba területén százak tüntettek. Egy előre az Abaseen térre bejelentett tüntetést megakadályoztak, bár egy nagyjából 60 fős tömeg megpróbált a térre vonulni, de szétkergették őket. Dűmából is több tüntetés haladt Damaszkusz központja felé, miközben Saqba demonstrálóira a biztonsági erők éles lőszert használva tüzeltek. Az egyik aktivista szerint itt egy ember meghalt. Teherán legközvetlenebb figyelmeztetésében Ali Akbar Salehi iráni külügyminiszter azt üzente a szíriaiaknak, hogy a tüntetőknek „jogos követeléseik” vannak, és jhozzátette: „A kormánynak válaszolnia kell a nép jogos követeléseire, legyen ez Szíria, Jemen vagy akármelyik másik ország.” Az Arab Liga is figyelmeztette az országot, hogy hagyjon fel az elnyomással. A tüntetéseken Latakia és Qusayr területén két embert megöltek azt aktivisták szerint.

### Augusztus 28.

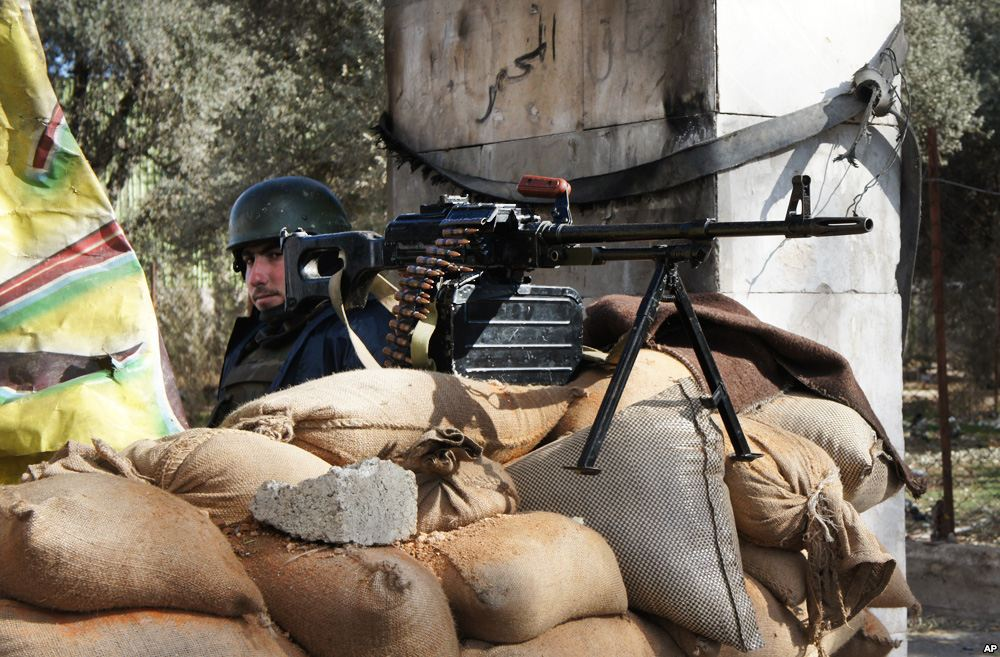
Biztonsági kordonok Damaszkuszban.

A londoni központú As-Sharq al-Awsat arról számolt be, hogy az LCC Forradalmi Bizottságának vezetője, Mohammad Rahhal azt mondta, a tanács arra jutott, hogy „amivel ma szemben állunk, az egy világméretű összeesküvés, amivel csak fegyveres felkeléssel lehet megállítani.” Azt mondta, a tanács azon dolgozik, hogy fegyvereket osszon szét a tüntetők között, hogy meg tudják támadni a kormány elnyomó csapatait. Kritizálta a szíriai polgárháborúra adott nemzetközi választ is, mikor azt mondta: „Az, hogy ezzel a szörnnyel (a szíriai kormánnyal) szembe tudjunk szállni, fegyverekre van szükségünk, főleg azután, hogy világossá vált, világszinten mindenki csak a szavak szintjén támogatja a szíriai felkelést. Előre jelezte, hogy „a tüntetések mozgósításai nagyon hamar véres akciókat eredményeznek.” Az SOHR szerint öt embert megöltek, akik közül ketten az előző nap szerzett sérüléseikbe haltak bele, és legalább további kilenc ember megsebesült. Qadam lakosai szerint a damszkuszi külvárosban a hadsereg és a tőle dezertált és a felkelőkhöz csatlakozó katonák között harcok bontakoztak ki, de az nem világos, hogy valaki megsérült vagy meghalt-e a lövöldözésekben. A Szabad Tisztviselők Mozgalma szerint fHarasztábban „nagy mértékű dezertálás” volt, ami alatt a biztonsági erők tagjai átálltak a felkelők oldalára. Azt is elmondta, hogy a Szíriai Légierő egyik ezredesét, aki a titkosrendőrség tagja volt, fejbe lőve találták meg. A nyilatkozat szerint a Sabíha és a titkosrendőrség tagjai hajtóvadászatot indítottak a dezertőrök ellen Damaszkusz belvárosában. Diplomáciai fronton az Arab Liga bejelentette, hogy Naril Elaraby főtitkárt egy misszió keretében Damaszkuszba küldi, ami egy olyan sürgős beavatkozás, mellyel véget akarnak vetni a krízisnek, miközben a szíriai kormány visszautasította a Liga nyilatkozatát.

### Augusztus 29.
A főváros egyik, Qara nevű külvárosában egy hajnali tüntetésen egy ember meghalt, miközben Sarmin területén öt ember meghalt, és legalább 60 megsebesült, köztük egy gyermek is, mikor a biztonsáégi erők a házról házra járva végzett kutatás alatt tüzet nyitottak. A Libanoni határ mellett fekvő Hitben öten megsebesültek. A hiti eseményeket kihasználva állítólag több tucatnyi szíriai menekült Libanon északi részeire. An activist in Homszban egy aktivista azt mondta a Bloomberg Newsnak, hogy mikor a szíriai hadsereg ismét ostrom alá vette a várost, 15 embert megöltek, több mint 400 pedig megsebesült. Ezeket a számokat azonban külső forrásból nem lehetett megerősíteni. Az AFP egy meg nem nevezett diplomatára hivatkozva azt írta, az EU megállapodott a szíriai olaj behozatalának korlátozásáról szóló terv „körvonalaiban”, amit valószínűleg a háét végén vezetnek be. Miután Oroszország követe találkozott Aszaddal, Moszkva azt hangoztatta, „nincs változás” abban, hogy reformokat sürgetnek Szíriában, de elleneznek mindenféle szankciót vagy bármilyen nemzetközi akciót. Rastanban a hírek szerint több tucat összebeszélt katona dezertált az ellenzék oldalára. A helyszuínről hevces lövésekről és áramkimaradásról szóltak a hírek, a várost pedig egy nagy felfegyverzett csoport vette körbe.

### Augusztus 30.
A böjt megtörésének ünnepének első napján Deraa, Homsz és Damaszkusz külvárosainak utcáin több ezren tüntettek. A biztonsági erők tüzet nyitottak a tüntetőkre, és az LCC szerint legalább egy emberrel végeztek. Egy aktivista szerint Dara kormányzóságban hat embert megöltek, köztük egy 13 éves fiút. Az LCC szerint fosztogatások voltak Rastan, Latakia, Al-Sanamayn, Qara, Qudsaya, Jableh és Qamashli utcáin. Beszüntették az ilyenkor szokásos ünnepléseket, és több szíriai azon szerettei sírjait látogatta meg, akik a felkelés alatt estek el.